# Битка код Тел Башира
Битка код Тел Башира одиграла се октобра 1108. године између војске Танкреда Галилејског и Ридвана од Алепа са једне и војске Балдуина ле Буржа и Шавлија од Мосула са друге стране. Битка је део крсташких ратова, а завршена је победом Танкреда.

## Увод
Након што се ослободио заробљеништва, Балдуин ле Бурж одлази у Антиохију и тражи од Танкреда грофовију Едесу. Танкред пристаје, али под условом да му Балдуин положи вазалну заклетву, заправо му је нудио Едесу као своје феудално лено. Поносни Балдуин није пристао и одмах је затражио војну помоћ од јерменских принчева који су мрзели Танкреда, али и од Шавлија, атабега Мосула. Ратни сукоб између њих трајао је веома кратко и 18. септембра 1108. године Едеса је враћена Балдуину.
У томе моменту започео је сукоб двојице крсташких барона у који су се од самог почетка умешали и муслимани. Најпре је Шавли напао на неке од утврђења које је држао Ридван од Алепа. Онда је Ридван позвао у помоћ Танкреда (са којим је имао савезништво од 1105. године, након битке код Арте). Сада се и Шавли осетио угроженим па је позвао Балдуина.

## Битка
Битка између ових чудних савезника одиграла се октобра 1108. године. Као и увек, Танкред је победио - по наводима Матије од Едесе погинуло је око 200 хришћана. Танкред, међутим, није могао да зароби Балдуина који се затворио у тврђаву Дулак. На крају је Шавли спасао свога савезника од опсаде. Ова битка показала је да је сарадња између хришћана и муслимана веома лако могућа, наравно, онда када се њихови интереси подударе, а то је била реткост.